# George Eastman House
A George Eastman House (teljes nevén George Eastman House International Museum of Photography and Film) a világ legrégebbi fotográfiai múzeuma, mely 1949-ben nyílt meg Rochesterben. A múzeum a világ egyik legjelentősebb fotográfiai és filmgyűjteményével rendelkezik.

## Története

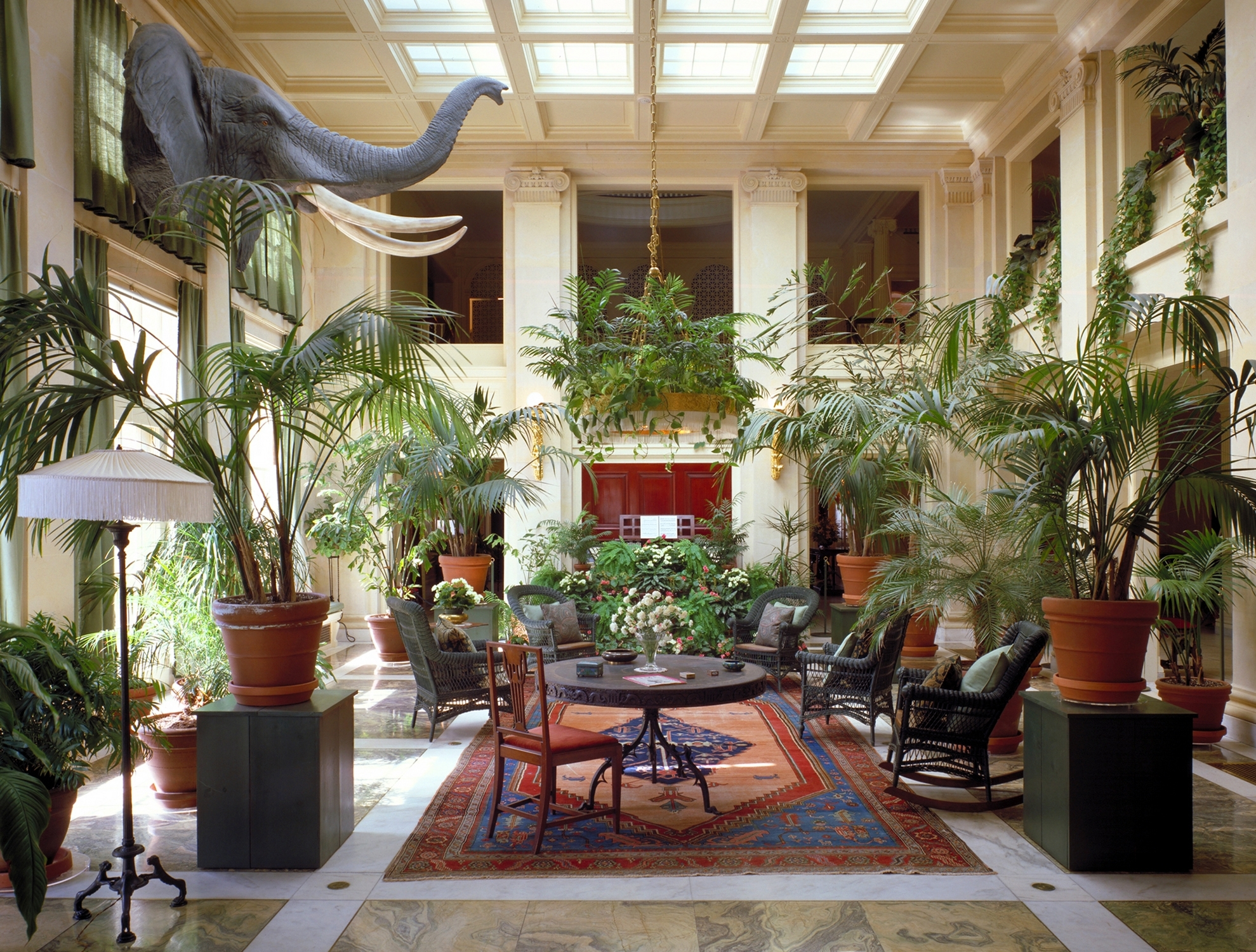
A George Eastman House belülről

George Eastman halála után a tulajdonában lévő ingatlanok a rochesteri egyetem kezelésébe kerültek. Tíz évig az egyetem elnökei laktak Eastman házában. A második világháborút követően az egyetem az ingatlant egy alapítvány kezelésébe adta. Az alapítvány egy fotográfiai múzeumot hozzanak létre. A múzeum azzal a céllal jött létre, hogy gyűjtse, megőrizze és védje a film- és a fotótörténet alkotásait. A múzeum, melynek Eastman lakóháza adott otthont, 1949-ben nyitotta meg kapuit a nagyközönség előtt.
A múzeum olyan jelentős gyűjteményekkel, mint az Alexander Gardner polgárháború fotóiból álló Medicus-gyűjtemény, az Eastman Kodak történeti gyűjtemény, vagy a Gabriel Cromer-gyűjtemény, kezdte meg működését. A George Eastman House archívuma az évek során folyamatosan nőtt és a nyolcvanas évek elejére a világ egyik legjelentősebb fotó- és filmgyűjteményével büszkélkedhetett. Azonban a hatalmas mennyiségű alkotás tárolása és őrzése egyre megoldhatatlanabbá vált. Ezért a múzeum állami támogatás és magántőke bevonásával jelentős fejlesztésbe kezdett: az alkotások archiválására, kezelésére szolgáló épület mellett egy oktatási és kutatóközpontot és egy kiállítóhelyet is építettek. Ezekben az években került sor az Eastman-ház teljes körű restaurálása is: ma a belső terek, a bútorok valamint a berendezések a ház eredeti állapotát tükrözik vissza. Az új komplexumot 1989-ben adták át.
A múzeum 1996-ban Chiliben nyitotta meg a Louis B. Mayer Conservation Centert, mely egyike az Egyesült Államok négy filmek megőrzésére szakosodott intézetének.

## A gyűjtemény

### Fotográfia
A múzeum fotógyűjteményében több mint 400 ezer fényképet és negatívot őriznek. A 14 ezer fotográfus alkotásai között a fotótörténet szinte valamennyi jelentős alakjának valamely műve megtalálható.
Jelentős fotógyűjtemények:
- Ansel Adams korai fotográfiái
- 19. századi nyugat-amerikai fotográfiák
- 19. századi brit és francia fotográfusok (többek között William Henry Fox Talbot, David Octavius Hill és Robert Adamson) alkotásai
- Charles Chusseau-Flaviens 1890 és 1910 közötti időszakból származó üvegnegatívjai
- A világ egyik legjelentősebb dagerrotípia-gyűjteménye
- Frederick Evans fotográfiái
- Alfred Stieglitz és Edward Steichen munkái
- Az európai modernizmus képviselőinek, mint Brassaï, Henri Cartier-Bresson, František Drtikol, André Kertész, August Sander és Moholy-Nagy László munkái
- kortárs fotósok alkotásai (többek között Steve McCurry, Robert Frank, Ed Kashi, James Nachtwey, Sebastião Salgado, Manuel Rivera-Ortiz vagy Larry Towell)

### Film
A gyűjteményének másik meghatározó része a mintegy 30 ezer filmalkotás (rövid és némafilmek, dokumentumfilmek) valamint 5 millió plakátból, állóképből és dokumentumból álló filmarchívum. Az archívum elsősorban az egyedülálló némafilm-gyűjteményéről ismert. A múzeum a filmtörténeti alkotások mellett több rendező (Kathryn Bigelow, Ken Burns, Cecil B. DeMille, Norman Jewison, Spike Lee és Martin Scorsese) privát gyűjteményét is őrzi.

## A múzeum díjai
A George Eastman House 1955-ben alapította a George Estman Award-ot, melyet a némafilm-korszak jelentős alkotóinak ítéltek oda. A díjazottak között volt többek között Charlie Chaplin, Mary Pickford, Joan Crawford, Frank Capra és Gary Cooper is. Később a díjazottak köre kibővült az amerikai filmművészet meghatározó képviselőivel.
2009-ben ítélték oda első alkalommal a George Eastman House Honors Award-ot. A díjjal olyan filmes alkotókat tüntettek ki, akik életművükkel és munkásságukkal jelentősen hozzájárultak a múzeum által is képviselt értékek és hagyományok őrzéséhez. Az első díjazott Jessica Lange volt.

## Fordítás
Ez a szócikk részben vagy egészben  a   George Eastman House című angol Wikipédia-szócikk ezen változatának fordításán alapul.  Az eredeti cikk szerkesztőit annak laptörténete sorolja fel. Ez a jelzés csupán a megfogalmazás eredetét és a szerzői jogokat jelzi, nem szolgál a cikkben szereplő információk forrásmegjelöléseként.